# Abdul Karim (the Munshi)
Mohammed Abdul Karim (1863 - tháng 4 năm 1909), còn được gọi là "The Munshi", là một người hầu Ấn Độ của Victoria của Anh. Ông hầu hạ Nữ vương trong suốt mười bốn năm cuối triều đại của bà và rất được Nữ vương sủng ái trong quãng thời gian đó.
Karim là con trai của một phụ tá bệnh viện gần Jhansi ở Ấn Độ thuộc Anh. Năm 1887, kỷ niệm 60 năm trên ngai vàng (Lễ kỷ niệm Vàng) của Victoria của Anh, Karim là một trong hai người Ấn Độ được chọn để trở thành người hầu cho Nữ vương. Victoria rất sủng ái ông và đặt cho ông biệt danh "Munshi" ("thư ký" hoặc "giáo viên"). Victoria bổ nhiệm ông làm Thư ký Ấn Độ của mình, trao cho nhiều vinh dự và cấp cho ông một khu đất ở quê nhà.
Mối quan hệ gần gũi giữa Karim và Nữ vương đã dẫn đến bất hòa trong triều đình, đặc biệt với những người cảm thấy bản thân mình cao quý hơn Karim. Nữ vương nhất định muốn đưa Karim đi cùng trong các chuyến du ngoạn, điều này gây ra tranh cãi giữa bà với một số người hầu khác. Sau cái chết của Victoria vào năm 1901, người kế vị, Edward VII, đã đuổi Karim trở về Ấn Độ, ra lệnh tịch thu và phá hủy các bức thư của ông với Nữ vương. Karim sau đó sống lặng lẽ gần Agra, trên khu đất mà Victoria đã dự trù cho ông, cho đến khi qua đời ở tuổi 46.

## Những năm đầu đời
Mohammed Abdul Karim sinh ra trong một gia đình Hồi giáo tại Lalitpur gần Jhansi năm 1863. Cha của ông, Haji Mohammed Waziruddin, là một phụ tá bệnh viện ở Central India Horse, một trung đoàn kỵ binh Anh. Karim có một anh trai, Abdul Aziz và bốn em gái. Ông được học tiếng Ba Tư và tiếng Urdu và đã đi ngang qua Bắc Ấn Độ đến Afghanistan khi còn là một thiếu niên. Cha của Karim đã tham gia vào cuộc tuần hành mang tính quyết định tới Kandahar kết thúc Chiến tranh Anh-Afghanistan lần thứ hai vào tháng 8 năm 1880. Hậu chiến tranh, cha của Karim chuyển từ Central India Horse đến một vị trí tại trại giam Trung tâm ở Agra, lúc này Karim làm việc như một vakil ("người quản lý" hoặc "người đại diện") cho Nawab của Jaora. Sau ba năm ở Agar, Karim bỏ việc và chuyển đến Agra, trở thành một thư ký bản địa tại trại giam. Cha ông đã sắp xếp cuộc hôn nhân giữa Karim với em gái của một người đồng nghiệp.
Các tù nhân trong trại giam Agra được đào tạo làm thợ dệt thảm như một phần của việc cải tạo. Năm 1886, 34 tù nhân đã tới London để biểu diễn cách dệt thảm tại Triển lãm Thuộc địa và Ấn Độ ở miền Nam Kensington. Karim đã không đi cùng các tù nhân, nhưng đã hỗ trợ viên quản ngục John Tyler trong việc tổ chức chuyến đi cũng như giúp chọn thảm và thợ dệt. Khi Victoria của Anh đến xem triển lãm, Tyler đã dâng lên bà một món tặng phẩm gồm hai chiếc vòng tay bằng vàng được chọn bởi Karim. Nữ vương rất quan tâm đến các lãnh thổ Ấn Độ của mình và có ý muốn thuê một số người hầu Ấn Độ cho năm Lễ Kỷ niệm Vàng của mình. Bà lệnh cho Tyler tìm cho mình hai người hầu làm việc trong một năm. Karim nhanh chóng được huấn luyện cách cư xử của người Anh, học tiếng Anh và được đưa đến Anh sau đó cùng với Mohammed Buksh. Thiếu tướng Thomas Dennehy, người sắp được bổ nhiệm vào làm việc cho vương thất, trước đây đã từng thuê Buksh làm người hầu cho mình. Theo kế hoạch, Karim và Buksh sẽ làm người hầu bàn và học làm một số công việc khác.

## Người hầu trong vương thất
Sau chuyến hành trình từ Agra đến Bombay bằng đường sắt và đến Anh bằng tàu hơi nước, Karim và Buksh đến Lâu đài Windsor vào tháng 6 năm 1887. Họ được huấn luyện bởi Thiếu tướng Dennehy và lần đầu tiên phục vụ Nữ vương trong bữa sáng tại dinh thự Frogmore tại Windsor vào ngày 23 tháng 6 năm 1887. Nữ vương mô tả Karim trong hồi ký của mình vào ngày hôm đó: "Người còn lại trẻ hơn [Buksh] nhiều, nhẹ hơn nhiều, cao lớn và có diện mạo nghiêm chỉnh. Cha hắn là một bác sĩ bản địa ở Agra. Cả hai đều hôn lên chân ta."
Năm ngày sau, Nữ vương ghi chú rằng "Hai tên Ấn Độ luôn chờ hầu hạ và luôn như vậy, rất tốt và yên lòng." Vào ngày 3 tháng 8, bà viết: "Ta đang học một vài từ tiếng Hindustani để giao tiếp với mấy người hầu. Nó là một mối quan tâm lớn đối với ta cả về ngôn ngữ và con người, ta vốn chưa bao giờ tiếp xúc thực tế trước đây." Vào ngày 20 tháng 8, một hai người hầu làm cho Nữ vương một "món cà ri tuyệt vời". Vào ngày 30 tháng 8, Karim dạy Nữ vương học tiếng Urdu và bà đã sử dụng nó trong một buổi tiếp kiến Maharani Chimnabai của Baroda vào tháng 12.
Victoria rất thích Karim và ra lệnh dạy thêm tiếng Anh cho ông. Tháng 2 năm 1888, ông đã "tiếp thu tiếng Anh rất tốt" theo nhận định của Victoria. Sau khi Karim phàn nàn với Nữ vương rằng ông từng là một viên thư ký ở Ấn Độ và công việc hầu hạ không xứng với mình, Victoria thăng ông lên vị trí "Munshi" vào tháng 8 năm 1888. Trong hồi ký của mình, Nữ vương viết rằng bà đã làm điều đó để giữ Karim lại: "Ta đặc biệt mong muốn giữ lại chức vụ của hắn khi hắn giúp ta học tiếng Hindustani, thứ ta rất quan tâm, và hắn cũng rất thông minh và hữu ích." Những bức ảnh Karim đứng hầu bên bàn của Victoria bị hủy và ông trở thành thư ký cá nhân người Ấn Độ đầu tiên cho Nữ vương. Về phần Buksh, ông vẫn ở lại hầu hạ Victoria của Anh nhưng chỉ với tư cách là một người hầu, cho đến khi qua đời tại Windsor năm 1899.
Theo nhà viết tiểu sử cho Karim là Sushila Anand, những lá thư của Victoria của Anh đã chứng tỏ rằng "bà với Munshi thường có những cuộc thảo luận sâu rộng về triết học, chính trị và thực tiễn. Tâm trí và trái tim của cả hai gắn kết với nhau. Không còn nghi ngờ gì về việc Nữ vương tìm thấy ở Karim sự liên kết với một thế giới xa lạ đầy mê hoặc, cũng như một tâm phúc sẽ không vạch ra ranh giới rõ ràng với bà."
Karim được giao phận sự quản thúc những người hầu Ấn Độ khác và chịu trách nhiệm trả lương cho họ. Trong hồi ký và một số lá thư, Victoria ca ngợi Karim: "Ta rất tự hào về hắn. Hắn rất giỏi, dịu dàng và hiểu rõ ta muốn gì, hắn chính là niềm an ủi thực sự của ta." Victoria ngưỡng mộ "kẻ hầu Ấn Độ và Munshi của mình, một người xuất sắc, thông minh, mộ đạo, có học thức và tử tế, Karim cho rằng đó là nhờ 'Đức Chúa chỉ dẫn'... Lệnh của Chúa là những gì họ mặc nhiên tuân theo, bởi tín ngưỡng và lương tâm đã đặt cho họ những hình mẫu vĩ đại." Tại Lâu đài Balmoral, nơi ở của Nữ vương ở Scotland, Karim được ban một căn phòng trước đây của John Brown, một người hầu được Nữ vương yêu thích đã qua đời vào năm 1883. Dù Karim luôn thể hiện thái độ nghiêm túc và trang nghiêm đối với bên ngoài, Nữ vương viết rằng "hắn rất thân thiện và vui vẻ với các hầu gái của Nữ vương và cười và thậm chí còn cười đùa với họ, mời họ đến và xem tất cả những thứ đồ tốt của hắn, ngoài ra còn biếu họ bánh trái cây để ăn".

## Hành vi trong triều
Vào tháng 11 năm 1888, Karim được nghỉ bốn tháng để trở về Ấn Độ để thăm cha. Karim đã viết cho Victoria rằng cha của ông, một người sắp nghỉ hưu, mong muốn được hưởng lương hưu và người chủ trước của ông, John Tyler, đang cầu mong được thăng chức. Kết quả, trong sáu tháng đầu năm 1889, Victoria đã viết thư cho Phó vương Ấn Độ Lord Lansdowne, yêu cầu giải quyết vấn đề lương hưu của Waziruddin và cho Tyler được thăng chức. Lord Lansdowne đã miễn cưỡng đáp ứng yêu cầu của Victoria vì Waziruddin đã nói với Toàn quyền địa phương, Ngài Auckland Colvin, rằng Karim chỉ muốn trả ơn và cũng vì Tyler có tiếng về hành vi thiếu ý tứ và những lời nhận xét xấu tính.